# Baronia d'Ayerbe
La baronia d'Ayerbe fou una jurisdicció creada pel rei Jaume I d'Aragó per al seu fill il·legítim Pere d'Ayerbe, fruit de la seva relació amb la dama Teresa Gil de Vidaure. La baronia estava centrada a l'entorn de la vila d'Ayerbe. La baronia retornà a la Corona d'Aragó en morir el fill de Pere d'Ayerbe, Pere II d'Ayerbe. Posteriorment, el 1329, el rei Alfons IV d'Aragó la donà a la seva muller Elionor de Castella, cedint-la aquesta al seu fill, l'infant Ferran d'Aragó, qui la vengué el 1360 a Pero Martínez d'Arbea. Aquest la cedí al lloctinent general d'Aragó Pero Jordán d'Urrea (mort el 1386). Finalment, el 1720, la baronia esdevingué el marquesat d'Ayerbe.

## Llista de barons de la Baronia d'Ayerbe
- Pere d'Ayerbe, fill de Jaume I d'Aragó.
- Pere II d'Ayerbe.
- Retorna a la Corona.
- Elionor de Castella, muller d'Alfons IV d'Aragó.
- Ferran d'Aragó i de Castella (fill de l'anterior).
- Pero Martínez d'Arbea.
- Pero Jordán d'Urrea.